# Dynamena japonica
Dynamena japonica är en nässeldjursart som beskrevs av Eberhard Stechow 1920. Dynamena japonica ingår i släktet Dynamena och familjen Sertulariidae. Inga underarter finns listade i Catalogue of Life.